# Commoris minor
Commoris minor är en spindelart som beskrevs av Simon 1903. Commoris minor ingår i släktet Commoris och familjen hoppspindlar. Inga underarter finns listade i Catalogue of Life.